# Einsingen um 9

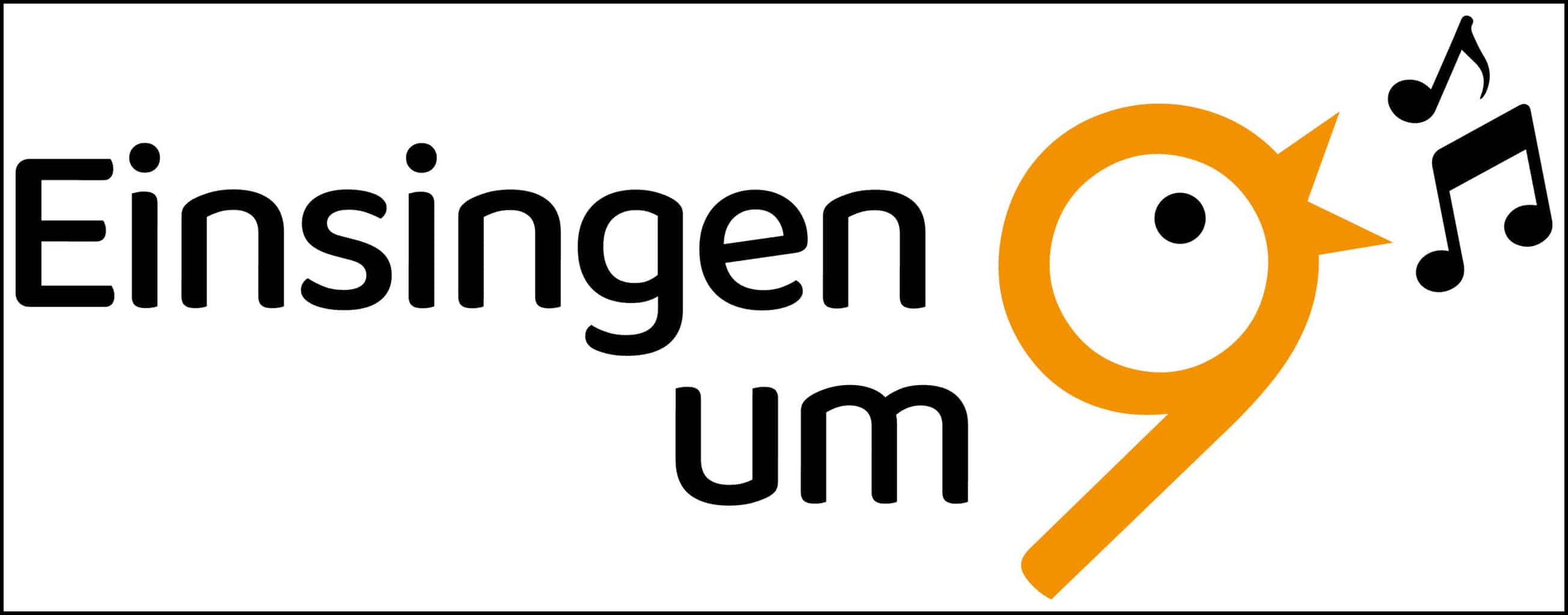
Logo von «Einsingen um 9»

Bei Einsingen um 9 handelt es sich um ein während der Covid-19-Pandemie entstandenes Projekt, das täglich eine halbe Stunde Einsingen über einen Internetkanal anbietet. Es entstand ursprünglich, um Chorsängern die Möglichkeit zu geben, ihre Stimme während der Zwangspause fit zu halten.

## Geschichte
Aufgrund der Covid-19-Pandemie waren in der Schweiz ab dem  16. März 2020 keinerlei Chorproben mehr erlaubt. Auch in Deutschland gab es im März 2020 ein Verbot von Chorproben, welches erst nach längerer Zeit mit besonderen Hygienekonzepten gelockert werden konnte. Die Sängerinnen Barbara Böhi und Julia Schiwowa entwickelten daraufhin die Idee eines täglichen Einsingens von 30 Minuten auf einem Webkanal, um die Stimme trotz dieser Chorpause fit zu halten. Dies wurde ab dem 23. März 2020 täglich um 9 Uhr auf YouTube live gestreamt.
Bis Mitte April nutzten bereits über 3000 Personen täglich das Angebot, das seitdem ohne Unterbrechung jeden Tag ein neues Einsingen streamt. Etwa die Hälfte der Teilnehmenden stammt aus dem Ausland, mehrheitlich aus Deutschland. Es beteiligen sich auch viele Personen, die nicht in einem Chor singen. Auch der Deutsche Chorverband machte im April 2020 auf das Angebot aufmerksam. Es wurde insbesondere von Menschen zwischen 55 und 80 Jahren wahrgenommen.

## Inhalt
Das Einsingen beginnt mit Aufwärmübungen für Körper und Stimme und führt weiter mit Übungen zur Atemführung, Resonanz, Artikulation und musikalischen Ausdruck. Zum Schluss wird ein Lied oder ein Kanon gesungen. Über den Einsingeübungen steht jeweils ein Wochenthema.

## Live-Veranstaltungen
Nach dem Ende der pandemiebedingten Einschränkungen gab es mehrere Veranstaltungen, bei denen die Teilnehmenden sich live treffen und gemeinsam singen konnten. Im Mai 2022 fand ein Mitsingkonzert im Volkshaus Zürich statt, bei dem 750 Personen, begleitet von einem zehnköpfigen Instrumentalensemble, Kanons und einfache Lieder sangen, auch 6-stimmige Kanons, die vorher auf YouTube geübt werden konnten. Im Dezember 2022 fand in der Citykirche «Offener St. Jakob» am Stauffacher in Zürich eine weitere Live-Veranstaltung mit 500 Mitsängern unter dem Titel «Das Grosse Weihnachtssingen» statt.